# عوض المر
المستشار دكتور عوض محمد عوض المر (1933م - 2004م) أحد أبرز فقهاء القضاء الدستوري بمصر وشيخا شامخا من شيوخ القضاء ترك رصيدا غنيا من المبادئ والفقه الدستوري، من أبناء محافظة بورسعيد، ومن مواليد 3 أكتوبر 1933.
تولي رئاسة المحكمة الدستورية في الفترة من 1 يوليو 1991 حتي 30 يونيو 1998 حيث يرجع الفضل اليه في إنشاء الصرح الكبير للمحكمة الدستورية العليا الذي أنشئ علي الطراز الفرعوني علي ضفاف نيل حي المعادي.

## المؤهلات الدراسية
- حصل علي ليسانس الحقوق دور مايو عام 1954 من جامعة القاهرة بتقدير جيد [2]
- ثم حصل دبلوم الدراسات العليا في العلوم الإدارية والمالية سنة 1960 بتقدير جيد جامعة عين شمس
- ثم حصل علي دبلوم الدراسات العليا في القانون العام سنه 1961 بتقدير جيد جامعة عين شمس
- ثم حصل علي درجة الدكتوراه في الحقوق عام 1977 ـ بتقدير جيـد جداً جامعة عين شمس

## الحياة العملية
التحق المستشار عوض المر للعمل بإدارة قضايا الحكومة التي تعرف بقضايا الدولة حاليا عام 1954 ثم:
- 14/12/1954 عين مندوب مساعد من الفئة ( ب) بإدارة قضايا الحكومة.
- 15/12/1955 ثم تم ترقيته مندوب من الفئة ( أ ) بإدارة قضايا الحكومة.
- 1/9/1956 ثم رُقى الي درجة محامياً بإدارة قضايا الحكومة.
- 27/9/1961 ثم تم ترقيته إلى درجة نائباً بإدارة قضايا الحكومة.

ثم التحق المستشار عوض المر للعمل بهيئة مفوضي الدولة عام 1971 حيث :
- 25/5/1971 عين مستشار مساعد بهيئة مفوضي الدولة أمام المحكمة العليا.
- 16/6/1973 تم تم ترقيته الي مستشار مساعد ( أ ) بهيئة مفوضي الدولة أمام المحكمة العليا.
- 3/9/1973 إعارة إلى دولة الإمارات العربية المتحدة.
- 2/9/1975 ثم رُقى الي درجة مستشار بهيئة مفوضي الدولة أمام المحكمة العليا.
- 9/10/1979 كما رُقى الي درجة مستشار بهيئة مفوضي الدولة أمام المحكمة الدستورية العليا.[3]
- 31/3/1983 أصبح رئيس هيئة المفوضين بالمحكمة الدستورية العليا.[3]

ثم التحق المستشار عوض المر للعمل بالمحكمة الدستورية العليا عام 1984 حيث : 
- 21/7/1984 عين عضوا بالمحكمة الدستورية العليا.
- 1/7/1991 أصبح رئيس المحكمة الدستورية العليا.
- 1/10/1997 الإحالة للمعاش لبلوغه السن القانوني واستمر في رئاسة المحكمة الدستورية العليا حتى 30/6/1998

## مقولات تاريخية
| عوض المر | إذا لم توفق الثورة أوضاعها مع القيم الدستورية عبر أطر مصرية ثابتة وكانت تعبيرًا في مناهجها عن توحدها من خلال السلطة التي تستبد بها فإن طاعتها لا تكون واجبة ويحق التمرد عليها، وإزاحتها من مقاعد السلطة | عوض المر |